# Axina analis
Axina analis là một loài bọ cánh cứng trong họ Cleridae. Loài này được Kirby miêu tả khoa học đầu tiên năm 1818.